# Thymoites delicatulus
Thymoites delicatulus es una especie de araña araneomorfa del género Thymoites, familia Theridiidae. Fue descrita científicamente por Levi en 1959.
Habita desde México hasta Venezuela.